# Hvardijs'ke
Hvardijs'ke (in ucraino Гвардійське?) è un insediamento di tipo urbano (селище міського типу) dell'Ucraina, situato nell'oblast' di Dnipropetrovs'k.